# Kicsiny csillaggomba
A kicsiny csillaggomba (Geastrum schmidelii) a csillaggombafélék családjába tartozó, Európában és Észak-Amerikában, homokos pusztákon, erdőkben élő, nem ehető gombafaj.

## Megjelenése
A kicsiny csillaggomba termőteste eleinte nagyjából gömb alakú, majd külső burka (exoperídiuma) csillagszerűen, 5-8 lebenyre felhasad. A lebenyek 1-2,5 cm hosszúak, aláhajolnak és felemelik a középső spórazsákot (endoperídiumot). Felső felszínük sima (néha kissé repedezett), világosbarna; alsó oldaluk sötétebb homokszemcsés. 
A spórazsák 0,5-1 cm átmérőjű, nagyjából gömbölyű, tetején kissé hosszúkás, kis (1-2 mm-es) halványsárgás nyélen ül. Felszíne sima, pergamenszerű, ólomszürke vagy barnás, tompa fényű. Csúcsán csőrszerű, hegyes, bordázott szájadék található, amelyet kissé bemélyedő udvar vesz körbe.
Spórapora sötétbarna. Spórája gömbölyded, durva szemölcsös, mérete 4,5-6 µm.

### Hasonló fajok
Az apró csillaggomba, a fészkes csillaggomba, a galléros csillaggomba, a pusztai csillaggomba hasonlít hozzá.

## Elterjedése és termőhelye
Európában és Észak-Amerikában honos. Magyarországon ritka. 
Meszes, szikes homoktalajokon él, pusztákon, tengerpartok közelében. Magyarországon az Alföld homokpusztáin, ritkás gyepekben, erdőtisztásokon található meg. Kora nyártól késő őszig terem, de a termőtest kiszáradt maradványai hónapokon át megmaradnak.

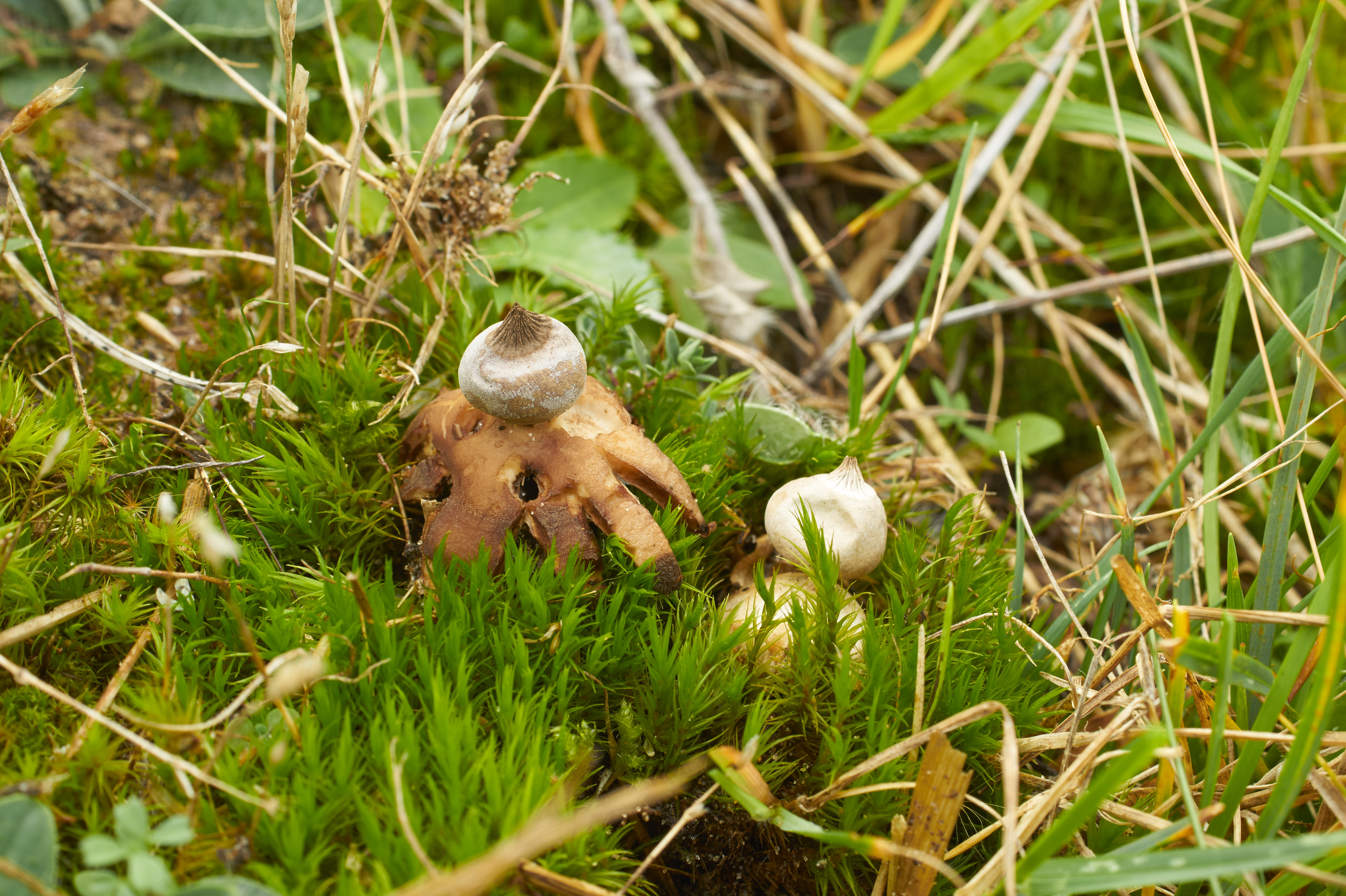
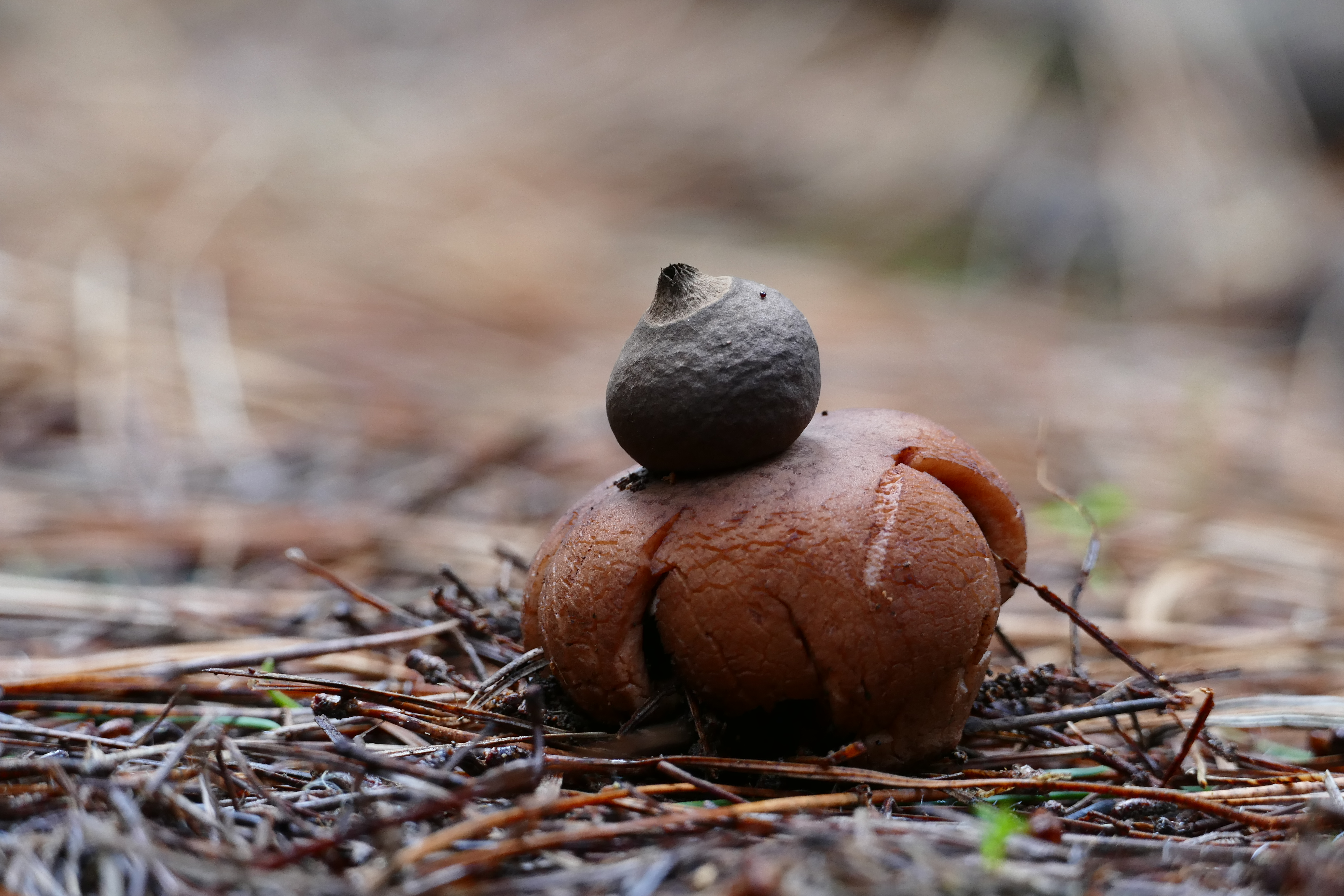
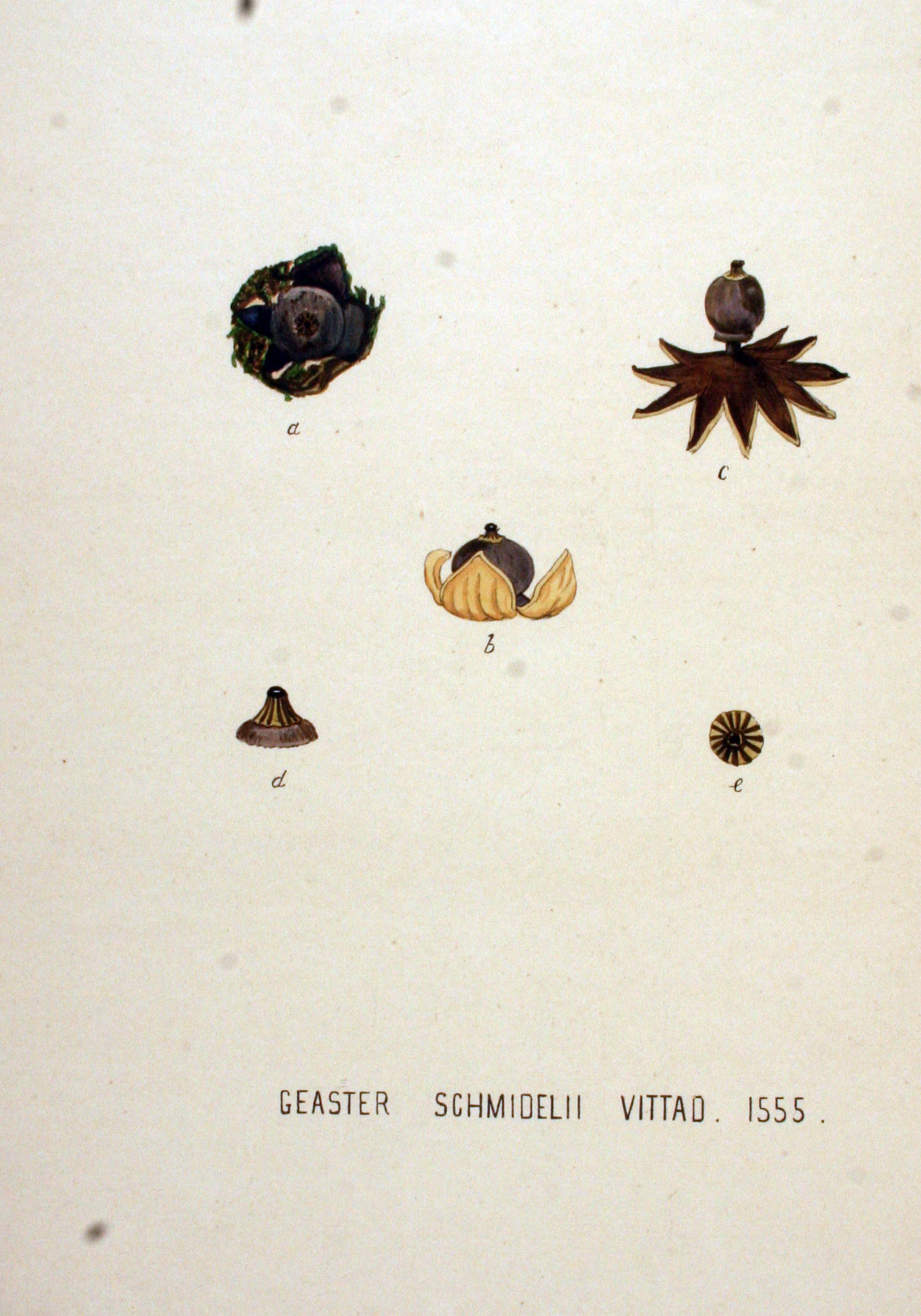

Nem ehető.